# Alex Young (cestista)
Alexander Mafion Young, detto Alex (Gary, 17 ottobre 1989), è un cestista statunitense.